# Fernando Lindez
Fernando Lindez   (Madrid, 16 de març de 2000) és un actor i model espanyol conegut per interpretar Alejandro Beltrán a Skam España.

## Trajectòria
Descobert pel caçatalents Javier Delgado a través d'Instagram, ha treballat des d'un inici per a Uno Models. Ha desfilat a Madrid, Londres, París, Nova York i Milà i ha modelat per a firmes globalment conegudes com ara Gucci, Pull and Bear, Louis Vuitton, Prada i Versace. Va començar, però, fent-se fotos per a la marca de David Delfín.
Gràcies al debut televisiu a Skam España com a Alejandro Beltrán, va descobrir que li agradava la interpretació i la va prioritzar enfront del modelatge. El 2019, després que Aitana Ocaña fes un cameo a Skam España i s'amiguessin, va coprotagonitzar el seu videoclip Nada Sale Mal.
El 2022, es va anunciar que tindria un dels papers principals de la sèrie Escándalo, relato de una obsesión d'Atresmedia juntament amb Alexandra Jiménez. També es va saber que formaria part de l'elenc de la setena temporada d'Élite de Netflix.

## Premis i reconeixements
Tant el 2020 com el 2021 va ser reconegut com un dels millors models masculins per models.com, un dels mitjans més importants de la indústria de la moda, fins a consolidar-se en poc temps com un dels 50 models més cotitzats del món. A banda, el 2022 va ser premiat com un dels hòmens de l'any per la revista Esquire.

## Vida personal
Juga a golf des dels 8 anys, va en caiac i el 2021 va entrar en el món de la fotografia amb una càmera analògica. També és un apassionat de la música i el cinema. Li agrada pujar a Navacerrada amb els amics i passejar amb els gossos. Té dos tatuatges i li agrada explorar i estar en contacte amb la natura. Va arribar a formar part d'un grup de rap efímer anomenat El grupo del corazón partido.
Manté una bona relació amb les seves tres germanes, una de gran i dues de menudes. Fins al 2020 no havia tingut mai parella, però des del 2021 surt amb la també model Eugenia Arranz, amb qui comparteix agència.

## Filmografia
| Any       | Títol                             | Personatge |
| --------- | --------------------------------- | ---------- |
| 2018-2020 | Skam España                       | Alejandro  |
| 2023      | Escándalo, relato de una obsesión | Hugo       |
| 2023      | Élite                             |            |